# Vitrum
Vitrum is een monotypisch geslacht uit de familie Vitrumidae en de orde Aplousobranchia uit de klasse der zakpijpen (Ascidiacea).

## Soorten
- Vitrum mjoebergi (Hartmeyer, 1919)